# Фошня (Орловская область)
Фошня — село в Колпнянском районе Орловской области России. Входит в состав Ярищенского сельского поселения.

## География
Село находится в юго-восточной части Орловской области, в лесостепной зоне, в пределах центральной части Среднерусской возвышенности, на левом берегу реки Фошня, на расстоянии примерно 14 км (по прямой) к северо-востоку от посёлка городского типа Колпна, административного центра района. Абсолютная высота — 194 м над уровнем моря.
Климат
Климат характеризуется как умеренно континентальный. Средняя температура января −8,5 °C, средняя температура июля +18,5 °C. Годовое количество осадков 500—550 мм (средняя сумма осадков 515 мм). Среднегодовая температура воздуха составляет +4,6 °C.
Часовой пояс
Село Фошня, как и вся Орловская область, находится в часовой зоне МСК (московское время). Смещение применяемого времени относительно UTC составляет +3:00.

## Население
| 2010 |
| ---- |
| 25   |

Половой состав
По данным Всероссийской переписи населения 2010 года, в гендерной структуре населения мужчины составляли 48 %, женщины — соответственно 52 %.
Национальный состав
Согласно результатам переписи 2002 года, в национальной структуре населения русские составляли 100 % из 41 чел.

## Известные уроженцы
- Бухтияров, Василий Прохорович (1911—1984) — советский военнослужащий, капитан, Герой Советского Союза.

## Инфраструктура
В селе действуют отделение почтовой связи № 303426 и средняя общеобразовательная школа имени Героя Российской Федерации Ю. М. Анохина. В советское время действовал ФАП.

## Памятники и мемориалы
- Карлову Дмитрию Андреевичу
- Братская могила советских воинов, погибших в 1943 году
- Герою Советского Союза Василию Прохоровичу Бухтиярову

## Достопримечательности
В селе находится Церковь Николая Чудотворца (построена в 1782 году, закрыта в 1931 году, заброшена)

## Транспорт
Автобусный маршрут «Колпна – Воробьёвка».